# Seznam látek obsažených v mrkvi
Mrkev obecná obsahuje mnoho vitamínů a jiných užitečných látek, z nichž nejvýznamnější jsou β-karoteny - dimery vitamínu A zodpovědné za červenou barvu kořene. Dále je bohatá na vlákniny a antioxidanty. Po chemické stránce byla podrobně prozkoumána a v jejím kořenu a semenech bylo nalezeno několik set různých chemických sloučenin. Mezi nejvýznamnější z nich patří:

## Uhlovodíky
- azulen

## Alkoholy
- ethanol
- falkarinol
- falkarindiol

## Fenoly
- eugenol

## Ethery
- asaron
- myristicin
- elemicin

## Ketony
- aceton

## Karboxylové kyseliny a jejich soli
- kyselina mravenčí
- kyselina linolová
- kyselina α-linolenová
- kyselina γ-linolenová
- kyselina olejová
- kyselina laurová
- kyselina palmitová
- kyselina petroselinová
- kyselina arachová
- kyselina arachidonová
- kyselina citronová
- kyselina kávová
- kyselina chlorogenová

## Laktony
- psoralen
- bergapten
- xanthotoxin

## Aminokyseliny
- glycin
- L-arginin
- L-alanin
- L-histidin
- L-fenylalanin
- L-glutamin
- L-methionin
- L-tryptofan
- L-tyrosin
- L-lysin
- L-valin
- L-prolin
- L-hydroxyprolin
- L-isoleucin
- kyselina L-asparagová
- L-threonin

## Aminy
- methylamin

## Sacharidy
- D-glukosa
- D-fruktosa
- sacharosa

## Terpeny
- α-pinen
- β-pinen
- limonen
- sabinen
- myrcen
- geraniol
- karotol
- kafr
- citral
- karvakrol
- kampfen
- γ-terpinen
- β-bisabolen
- terpinolen
- terpinen-4-ol
- geranylacetát
- α-trans-bergamoten
- γ-murolen

## Flavonoidy
- kampferol
- luteolin
- myrcetin
- kvercetin
- apigenin

## Kumariny
- kumarin
- skopoletin
- eskuletin
- umbelliferon

## Steroidy
- lupeol
- kyselina ferulová
- β-sitosterol
- stigmasterol

## Karotenoidy
- lutein
- lykopen

## Organofosfáty
- lecitin

## Vitaminy a provitaminy
- α-karoten (provitamin A)
- β-karoten (provitamin A)
- thiamin (vitamin B1)
- niacin (vitamin B3)
- kyselina pantothenová (vitamin B5)
- kyselina listová (vitamin B9)
- kyselina L-askorbová (vitamin C)
- α-tokoferol (vitamin E)

## Stopové prvky
- draslík
- sodík
- vápník
- hořčík
- síra
- fosfor
- lithium
- mangan
- měď
- kobalt
- železo
- zinek
- jód
- bór